# Jakub Hrůša
Jakub Hrůša (* 23. Juli 1981 in Brünn) ist ein tschechischer Dirigent. Er ist Erster Gastdirigent des Londoner Philharmonia Orchestra und der Tschechischen Philharmonie. Seit der Saison 2016/17 ist er Chefdirigent der Bamberger Symphoniker.

## Ausbildung und Studium
Jakub Hrůša studierte während seiner Gymnasialzeit in Brno (Brünn, Mähren) Klavier und Posaune. Später studierte er Dirigieren an der Akademie der musischen Künste in Prag (Praha) bei Jiří Bělohlávek, Radomil Eliška und Leoš Svárovský. Bělohlávek zählte seitdem zu einem seiner wichtigsten Mentoren.
Hrůša nahm an einigen Dirigentenwettbewerben wie dem Prager-Frühling-Dirigentenwettbewerb im Jahr 2000 und dem internationalen Lovro-von-Matačić-Dirigierwettbewerb im Jahr 2003 in Zagreb, Kroatien  teil, aus denen er als Preisträger hervorging. 2004 fand sein Graduierungskonzert im Rudolfinum statt, bei dem er Josef Suks Asrael-Sinfonie mit den Prager Radiosinfonikern dirigierte. Im Jahr 2005 zog Hrůša zu Studienzwecken nach Berlin und wurde dort an der Universität der Künste UdK unterrichtet.

## Laufbahn als Dirigent
Von 2002 bis 2005 war Hrůša Assistent des Dirigenten der Tschechischen Philharmonie und bekleidete dort danach die Position des ständigen Gastdirigenten, bis er zur Saison 2018/19 erster Gastdirigent wurde. In den Jahren 2005 und 2006 war er Assistent des Dirigenten des Orchestre Philharmonique de Radio France und Assistent des Chefdirigenten Myung-Whun Chung. Ebenfalls war er von 2005 bis 2006 Chefdirigent der Bohuslav Martinů Philharmonie in Zlín.
Zwischen den Jahren 2005 und 2008 war Hrůša Haupt-Gastdirigent der PKF-Prague Philharmonia. Mit Beginn der Konzertsaison 2008/2009 wurde er zu deren Musikdirektor und Chefdirigent ernannt und war in diesen Positionen bis 2015 tätig.
Ab 2010 war Hrůša drei Jahre lang Music Director von „Glyndebourne on Tour“. Beim Glyndebourne Festival wurde er mehrfach als Gastdirigent eingeladen. Im Opernbereich leitete Hrůša außerdem Produktionen an der Wiener Staatsoper, an der Opéra National de Paris, der Frankfurter Oper, der Finnischen Nationaloper, der Königlichen Dänischen Oper, am Prager Nationaltheater und am Royal Oper House Covent Garden in London.
Im September 2011 wurde er mit Wirkung zum September 2013 zum Musikdirektor der königlich-dänischen Oper und des königlich-dänischen Sinfonieorchesters ernannt. Im Januar 2012 gab Hrůša dann jedoch bekannt, dass er aus Solidarität mit dem Rücktritt von Keith Warner wegen empfindlicher Budgetkürzungen die Führung nicht annehmen werde.
Von 2010 bis 2018 war Jakub Hrůša außerdem Erster Gastdirigent des Tokyo Metropolitan Symphony Orchestra.
Im Herbst 2016 übernahm Jakub Hrůša die Nachfolge von Jonathan Nott als Chefdirigent der Bamberger Symphoniker. Er ist somit der fünfte Chefdirigent in der Geschichte des Orchesters. Bereits im Juni 2018 wurde seine Vertragsverlängerung als Chefdirigent bis zur Saison 2025/26 verkündet.
Des Weiteren ist Hrůša regelmäßig zu Gast bei den bedeutendsten Orchestern der Welt. Hierzu zählen unter anderem das Orchestra dell’Accademia Nazionale di Santa Cecilia, die Filarmonica della Scala, das Royal Concertgebouw Orchestra, das Mahler Chamber Orchestra, das New York Philharmonic, die Boston Symphony und die Chicago Symphony, das Gewandhausorchester Leipzig, das Cleveland Orchestra, die Wiener Symphoniker, das DSO Berlin, das Los Angeles Philharmonic, die San Francisco Symphony und die Münchner Philharmoniker. Sein Debüt mit den Berliner Philharmonikern feierte Jakub Hrůša im Oktober 2018. Im selben Monat folgte sein Debüt mit dem Symphonieorchester des Bayerischen Rundfunks.
Im August 2022 gab er sein Debüt bei den Salzburger Festspielen und feierte mit der Oper Káťa Kabanová von Leoš Janáček in einer Inszenierung von Barrie Kosky mit Corinne Winters in der Titelrolle Premiere. Im Oktober 2022 wurde bekanntgegeben, dass er ab September 2025 regulär Musikdirektor des Royal Opera House in London werden soll. Mit sofortiger Wirkung darf er den Titel designierter Musikdirektor tragen.

## Persönliches
Jakub Hrůša ist Sohn des Architekten Petr Hrůša. Er ist mit der Anwältin Klára Hrůšová verheiratet, mit der er zwei Kinder hat.

## Auszeichnungen und Ämter
2015 erhielt Hrůša als Erster den Sir-Charles-Mackerras-Preis. Er ist Präsident des International Martinů Circle und seit 2017 Präsident von The Dvořák Society. 2023 wurde ihm der Opus-Klassik-Preis in der Kategorie Dirigent des Jahres verliehen. Im selben Jahr erhielt er den Kulturpreis Bayern.

## Diskographie
Im April 2006 verpflichtete er sich bei Supraphon zu einem CD-Album mit sechs CDs, wobei die ersten drei CDs mit der PKF-Prague Philharmonia eingespielt wurden.
Beim Label Pentatone nahm er außerdem 3 CDs mit der PKF-Prague Philharmonia auf und eine weitere CD mit dem Rundfunk-Sinfonieorchester Berlin.
Außerdem hat Hrůša Live-Aufnahmen vorgelegt von Hector Berlioz’ »Symphonie fantastique«, Richard Strauss’ »Eine Alpensinfonie« und Josef Suks »Asrael«-Symphonie mit dem Tokyo Metropolitan Symphony Orchestra (Octavia Records). Weitere Aufnahmen umfassen die Violinkonzerte von Tschaikowsky und Bruch mit Nicola Benedetti und der Tschechischen Philharmonie (Universal).
Mit den Bamberger Symphonikern führt er die Partnerschaft mit dem Label Tudor fort. Mit seinem Amtsantritt als Chefdirigent des Orchesters erschien im September 2016 seine erste Einspielung mit den Bamberger Symphonikern, Bedřich Smetanas »Mein Vaterland«. Im Herbst 2018 erschien unter seiner Leitung die 50. Veröffentlichung bei Tudor mit der ersten von vier CDs zur »Brahms – Dvořák«-Serie mit den Bamberger Symphonikern. Die CD umfasst die 4. Symphonie von Brahms und die 9. Symphonie »Aus der neuen Welt« von Dvořák.